# Grand Combin
Grand Combin (4314 m n. m.) je čtyřtisícovka - hora ve Walliských Alpách. Leží na území Švýcarska v kantonu Valais nedaleko italské hranice. Hora je pokryta ledovci (ledovec Glacier de Corbassière) a může být nebezpečná z důvodu odlamování seraků. Na vrchol lze vystoupit z Cabane Marcel Brunet (2103 m n. m.), Cabane de Panossière (2645 m n. m.), Cabane de Valsorey (3037 m n. m.) a Bivacco Biagio Musso (3664 m n. m.) na švýcarské straně a z Rifugio Franco Chiarella all'Amianthe (2979 m n. m.) na straně italské.
Hora má tři vrcholy:
- východní – Combin de Valsorey (4184 m n. m.)
- západní – Grand Combin de la Tsessette (4135 m n. m.)
- střední – Grand Combin de Grafeneire (4314 m n. m.)

Na vrchol jako první vystoupili v roce 1857 Benjamin Felley, Maurice Felley a Jouvence Bruchez.